# Psykedeliska droger
Psykedelia (även psykedelika och hallucinogener) är ett samlingsnamn för en stor grupp psykoaktiva droger med liknande effekter. Här ingår LSD, psilocybin och meskalin, tillsammans med en stor mängd andra växter och kemikalier, till exempel cannabis, DMT och 2C-B. 
Alla psykedeliska upplevelser har inte alltid att göra med hallucinationer. Ordet hallucinogen är därför ofta inte adekvat för att beskriva effekterna av vissa psykedeliska droger då hallucinationer inte alltid är en effekt, vad som istället kan upplevas är ofta att sinnesintrycken kraftigt förstärks. Förstärkta sinnesintryck kan ge upphov till hallucinationer när hjärnan försöker tolka en större mängd information som vi inte är vana vid, hjärnan använder sig då av referenser bland minnen och föreställningar för att ge tydlighet åt det du upplever. Förstärka sinnesintryck kan innebära att man under en viss tid ser, hör, känner och luktar bättre och exempelvis så kan man uppfatta färger starkare än vanligt och synskärpan kan ökas drastiskt. När man har en psykedelisk upplevelse så kan även sinnesintrycken förväxlas och förvirra, detta kallas för synestesi och kan ge upphov till hallucinationer som att man kan se ljud eller känna smaken av färg.
Några typiska psykedeliska effekter är syn- och hörselförändringar, hallucinationer, sammanblandning av sinnena, starka skönhetsupplevelser, upplösning av jaget och en känsla av enhet, religiösa upplevelser och konfrontationer med det undermedvetna. Psykedeliska rus är ofta mycket intensiva med ett ständigt flöde av färger, tankar och känslor. 
Oftast upplevs en psykedelisk tripp som positiv. Ibland kan dock snedtrippar (inte att förväxla med psykoser) förekomma, med ångest och obehagliga hallucinationer. Risken för en snedtripp ökar betydligt för någon som är trött, deprimerad eller befinner sig i en osäker och stressande miljö både psykiskt och fysiskt.  
Ordet psykedelisk är bildat från grekiskan och brukar översättas med 'sinnesmanifesterande', syftande på tron att drogerna kan upplösa mentala begränsningar. Termen uppfanns av Dr. Humphrey Osmond (1931–) i samband med tidiga experiment att behandla alkoholister med LSD, och nämns första gången 1956 i ett brev till Aldous Huxley.
Bruk av psykedeliska droger, inklusive cannabis, kommer med en rad risker som kan resultera i långvariga - i värsta fall permanenta psykiska och visuella störningar som ofta orsakar individen ett enormt lidande, som posthallucinatorisk perceptionsstörning, derealisation och depersonalisation, ångestsyndrom och psykos. Vissa vetenskapliga källor indikerar att upp till 50 procent av människor som regelbundet brukar psykedeliska droger i en varierande grad drabbas av HPPD.